# 西米亞斯 (安德羅米尼斯之子)
西米阿斯（Simmias）是一名亚历山大大帝时期将领。他可能在他兄弟阿明塔斯指挥的方阵中服役。高加米拉战役时，因他兄弟缺阵，他指挥了这支方阵部队。西米阿斯所部是此役的主力。 前330年，他和他的兄弟遭到指控参与菲罗塔斯的谋反，可是在阿明塔斯面对马其顿军队的自辩后，他们被无罪释放了。

## 家庭
- 父亲：安德罗美尼斯
- 兄弟：阿明塔斯,阿塔羅斯,帕勒蒙